# Estación de Los Propios y Cazorla
Los Propios y Cazorla es una estación ferroviaria situada en el municipio español de Úbeda, en la provincia de Jaén, comunidad autónoma de Andalucía. Actualmente no dispone de servicio de viajeros, tras la eliminación de la parada de los trenes Media Distancia, aunque puede ser utilizada como apartadero para efectuar cruces entre trenes de viajeros y de mercancías.

## Situación ferroviaria
La estación se encuentra en el punto kilométrico 54,5 de la línea férrea de ancho ibérico Linares Baeza-Almería a 397 metros de altitud, entre las estaciones de Jódar-Úbeda y de Larva.

## Historia
La estación fue inaugurada el 15 de noviembre de 1895 con la apertura del tramo Baeza-Quesada de la línea de férrea que pretendía unir Linares con el puerto de Almería hecho que no se alcanzó hasta 1904 dadas las dificultades encontradas en algunos tramos. Su construcción corrió a cargo de la Compañía de los Caminos de Hierro del Sur de España que mantuvo su titularidad hasta 1929 cuando pasó a ser controlada por la Compañía de los Ferrocarriles Andaluces. Andaluces, como así se le conocía popularmente ya llevaba años explotando la línea tras serle arrendada la misma en 1916. Un alquiler no demasiado ventajoso y que se acabó cerrando con la anexión de la compañía. En 1936, durante la Segunda República Andaluces fue nacionalizada e integrada en la Compañía Nacional de los Ferrocarriles del Oeste debido a sus problemas económicos. Esta situación no duró mucho ya que en 1941, con la nacionalización de toda la red ferroviaria española, la estación pasó a manos de RENFE.
Desde el 31 de diciembre de 2004 Renfe Operadora explota la línea mientras que Adif es la titular de las instalaciones ferroviarias. La estación dejó de prestar servicio en junio de 2013, debido a la supresión por parte del ministerio de Fomento de los servicios de Media Distancia que tenían parada en la estación.

## La estación
Está situada junto a la carretera A-6105 en una zona prácticamente despoblada. Dispone de un edificio para viajeros de base rectangular y planta baja (salvo en uno de sus extremos donde alcanza las dos plantas) con disposición lateral a las vías. Su fachada principal luce seis vanos todos ellos tapiados a excepción de uno que sirve de acceso al recinto. Cuenta con dos andenes, uno lateral parcialmente cubierto con una marquesina y otro central sin cubrir al que acceden tres vías numeradas como vías 1, 3 y 5. 